# Sekerana stolzi
Sekerana stolzi är en plattmaskart som beskrevs av Sekera 1912. Sekerana stolzi ingår i släktet Sekerana och familjen Koinocystididae. Arten är reproducerande i Sverige. Inga underarter finns listade i Catalogue of Life.